# Elymus riparius
Elymus riparius är en gräsart som beskrevs av Karl McKay Wiegand. Elymus riparius ingår i släktet elmar, och familjen gräs. Inga underarter finns listade i Catalogue of Life.

## Bildgalleri

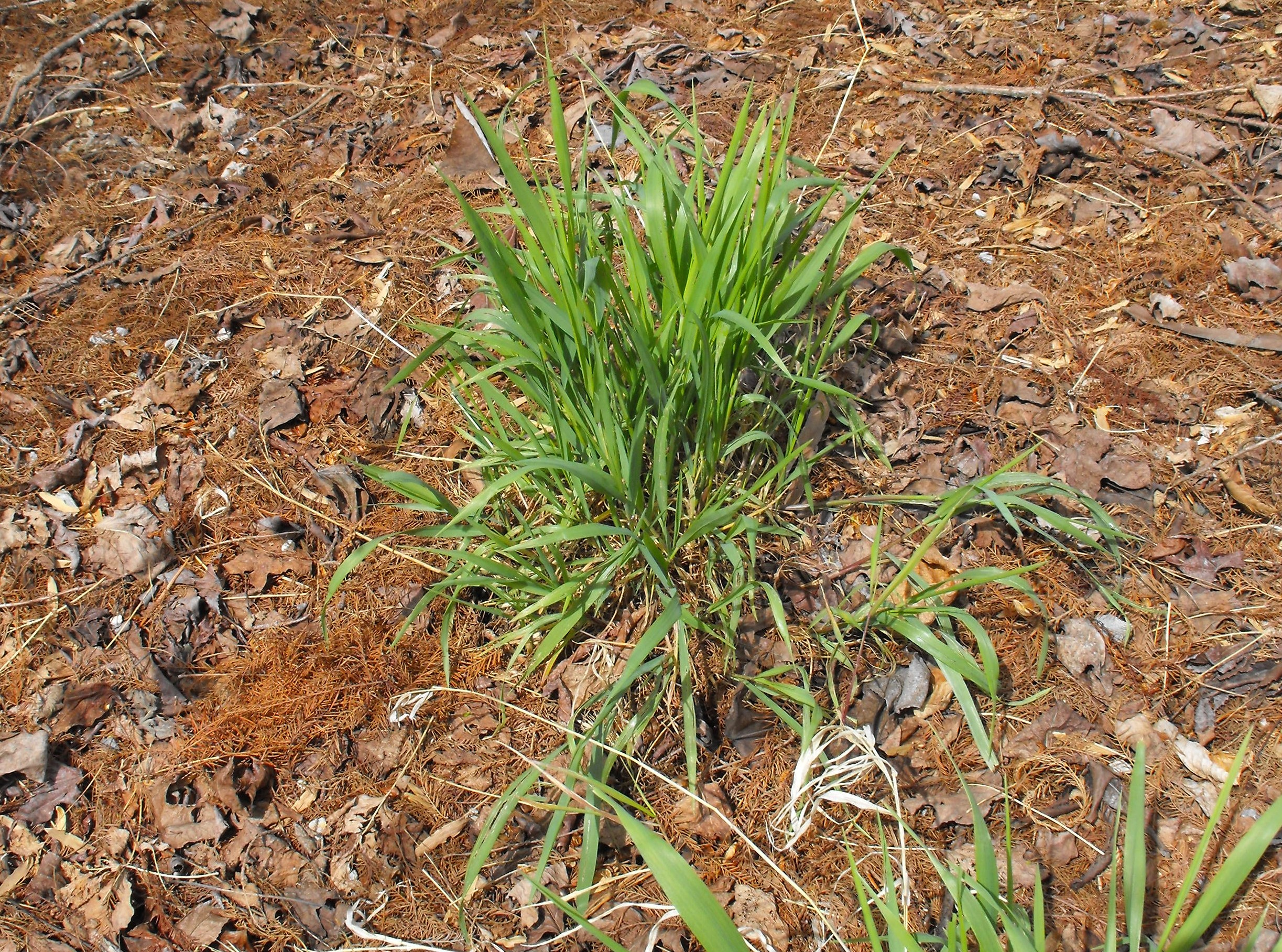